# Arab Rapper
Abrahim Mustafa, mais conhecido como Arab 2059, ou apenas Rab , (Batesville, 22 de Fevereiro de 1990) é rapper, dançarino e produtor dos Estados Unidos. Inicialmente, o próprio cantor postava suas músicas na internet,com o seu "grande irmão" Soulja Boy que acabou os dois assinando contrato com Interscope Records, Collipark Music

## Biografia
O rapper originou-se em Batesville, no dia 22 de Fevereiro de 1990.Abrahim Mustafa é um artista de rap mais conhecido sob o nome artístico Arab. Ele está atualmente assinado a SODMG. Seu pai nasceu na Arábia Saudita e sua mãe é Afro Americana. Ele é um colaborador freqüente de Soulja Boy e é caracterizado em seu single "Yahh!", Mas apareceu pela primeira vez o vídeo da música "Crank That (Soulja Boy)". Ele também é um representante com Collipark. Sua primeira música solo foi no Álbum de Soulja Boy SouljaBoyTellem.com , na canção "Pass It to árabe", que é amostrado de "Crank That Soulja Boy".
A partir de 2006 ele e Soulja Boy postaram varias musicas na internet a de mais sucesso foi "I Got Me Some Bapes" , Os dois juntos criaram varias danças as principais foram "Crank That" "Idance" entre outras.

## Curiosidades
Em 2010 Arab criou sua própria gravadora "Boss Money Records" . E no começo de 2011 Arab desapareceu ,todos pensavam que ele teria saído da SODMG , Mas no dia 16 de Junho de 2012 Soulja Boy coloca fotos dos dois em seu Twitter dizendo que Arab esta de volta,no final do ano de 2012 Arab anunciou que iria acrescentar 2059 em seu nome artístico.  

### Mixtapes
Arab nunca lançou um cd , mas a previa é que seja no fim do ano ou no primeiro semestre de 2013.
- 2009: Arab Money  (hosted por DJ Woogie)
- 2010: Fuk What Dey Talkin Bout(hosted por DJ Woogie)
- 2010: The Package
- 2012: Reboot
- 2013: Code Green